# Aeroportul Goma
Aeroportul Goma (IATA: GOM, ICAO: FZNA) este un aeroport din Goma, Provincia Nord-Kivu, Republica Democratică Congo ce deservește zona Goma. A fost numit după zona deservită.
Situat la o altitudine de 1.551 m, aeroportul dispune de o singură pistă.